# Wilhelm von Reichenau
Wilhelm von Reichenau (* 1426 in Burggriesbach; † 18. November 1496 in Obermässing) war in vorreformatorischer Zeit ein reform- und humanistisch orientierter Fürstbischof von Eichstätt.

## Leben

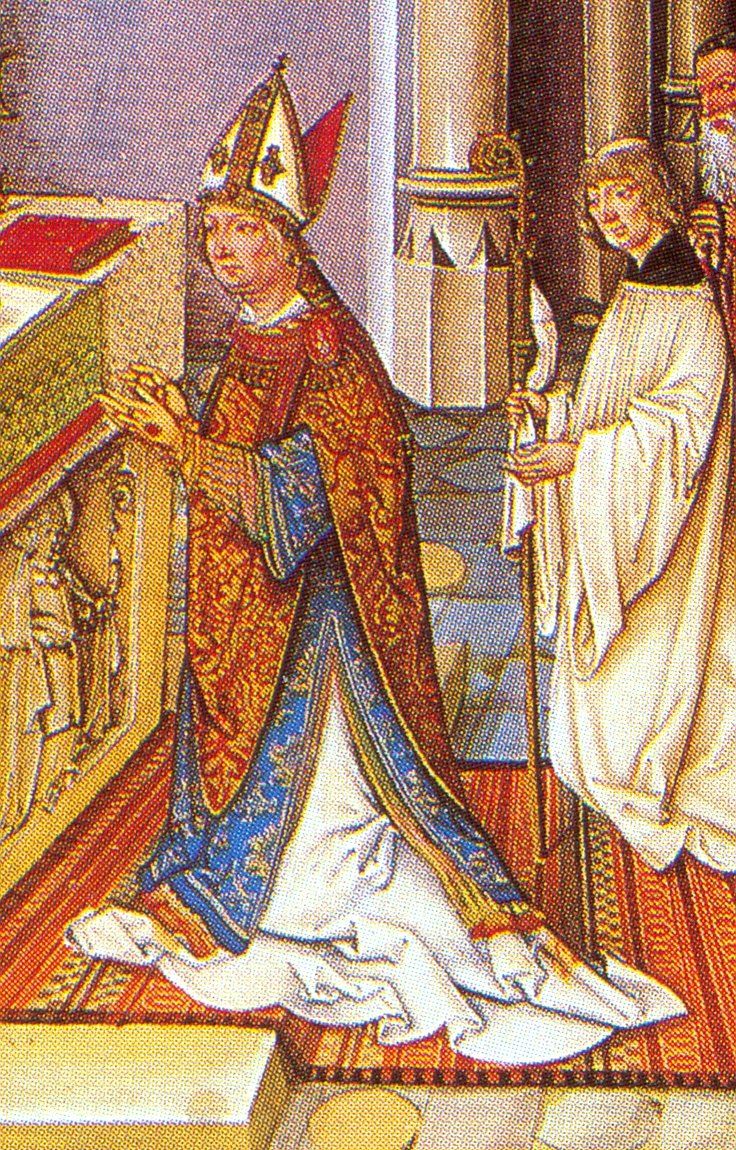
Wilhelm von Reichenau im Pontifikale Gundekarianum

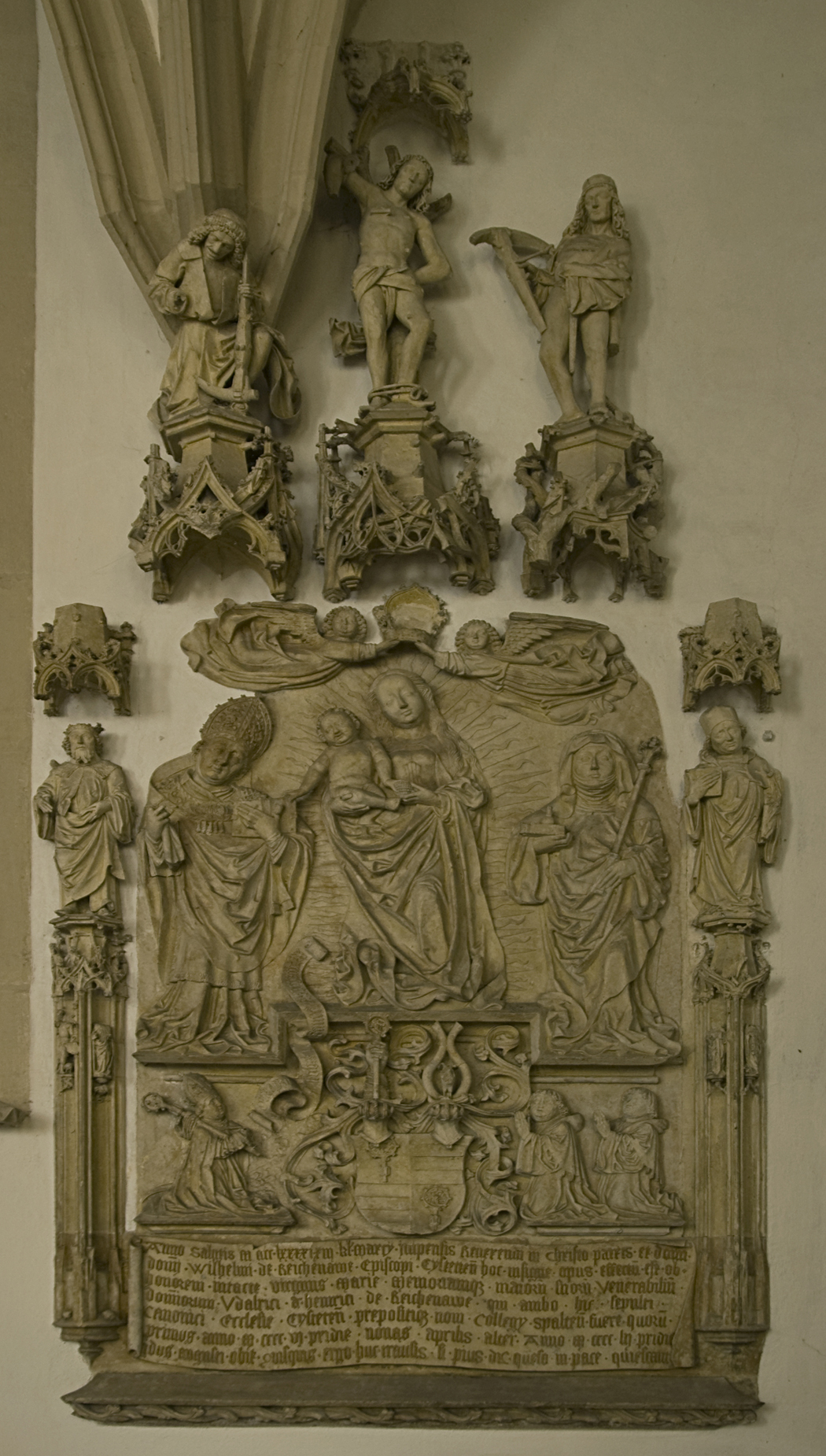
Reichenau-Denkmal im Mortuarium des Eichstätter Domes, von Wilhelm von Reichenau in Auftrag gegeben

Die 1508 ausgestorbene, fränkisch-ritterschaftliche Familie derer von Reichenau hatte als Stammsitz die – abgegangene – Burg Reichenau bei Herrieden, saß aber spätestens seit 1375 in Burggriesbach, wobei der Großteil des Dorfes grundherrschaftlich zum Schloss Jettenhofen gehörte. Der Vater Wilhelms, seiner beiden Brüder Ulrich († 1464) und Leonhard († 1470) und seiner Schwester Ursula, 1475–1486 Äbtissin des Eichstätter Klosters St. Walburg, war entweder Erkinger von Reichenau oder Leonhard von Reichenau, der 1408 als Pfleger von Kipfenberg erscheint. Wilhelm, ca. 1425 geboren, studierte an den Universitäten Erfurt (1445) und Wien (1449) sowie an der Universität Padua (1456/58) Jura; an letzterer wurde er zum Doktor „decretorum“ promoviert. Seine Lehrer machten ihn mit dem Humanismus vertraut.

## Geistiges und geistliches Schaffen

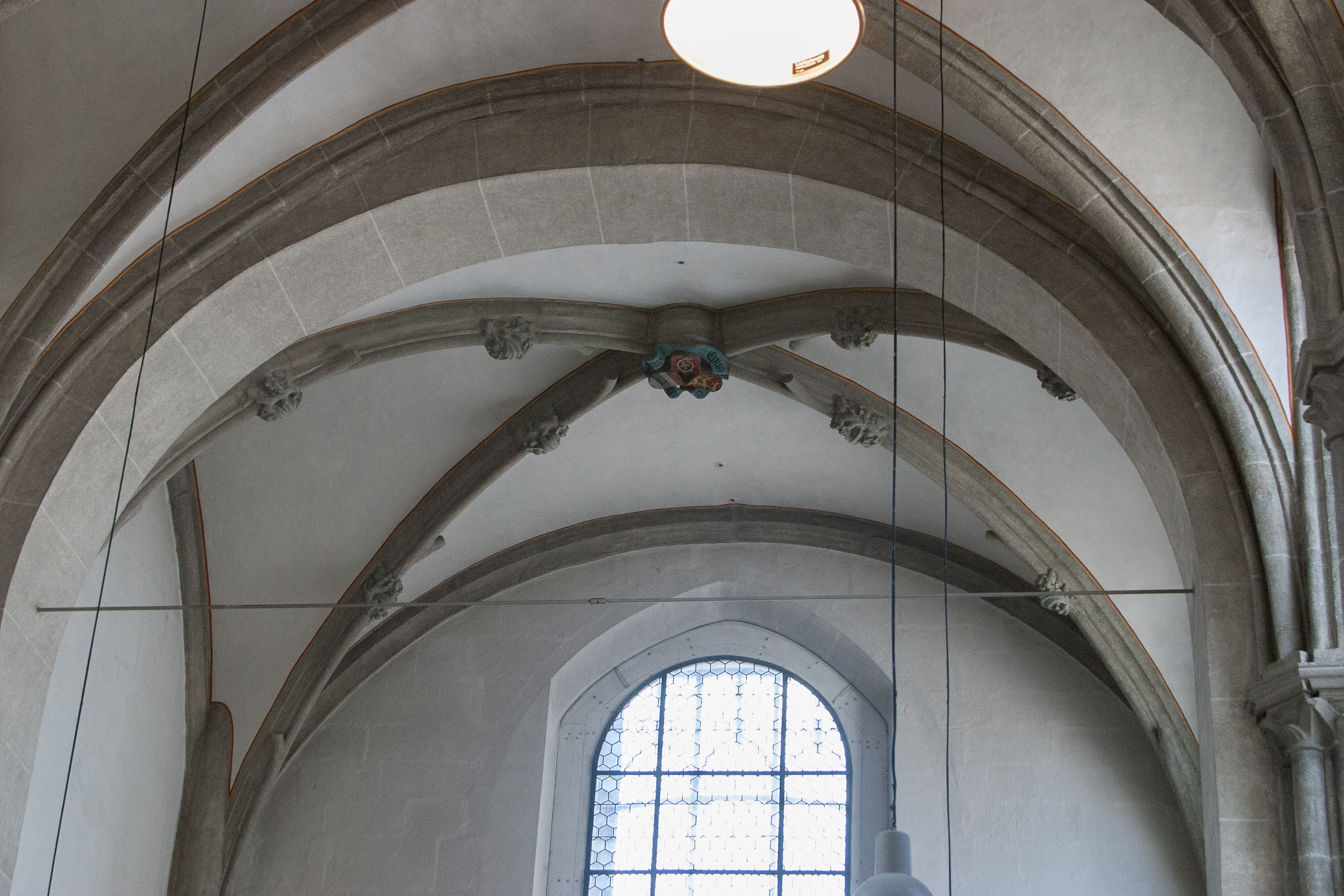
Kreuzrippengewölbe mit Astwerkstäben im Willibaldschor des Eichstätter Doms, 1471

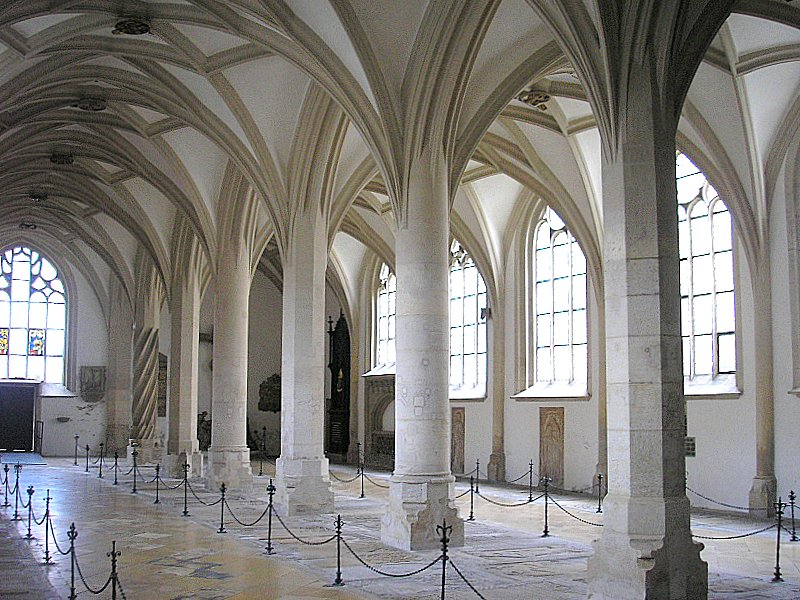
Mortuarium am Dom zu Eichstätt

Wilhelm von Reichenau trat in Eichstätt in einen Kreis humanistisch geprägter Persönlichkeiten ein, die sich mit Fragen der geistlichen und weltlichen Reform beschäftigten und in ein überregionales intellektuelles Netzwerk eingebunden waren.
Wilhelm besaß seit 1452 Eichstätter Domherrenpfründe. Nach seinem Studium bestellte der Eichstätter Bischof Johann III. von Eych den gelehrten Domherrn 1459 zu seinem Generalvikar; gleichzeitig wurde er Dompropst. Das Eichstätter Domkapitel wählte ihn am 16. Januar 1464 einstimmig zum 51. Bischof von Eichstätt. Nach Einholung der päpstlichen Bestätigung (Pius II.) und der kaiserlichen Belehnung wurde er im Eichstätter Dom am 23. Mai 1464 zum Priester und am 27. Mai 1464 zum Bischof geweiht.
Der neue Bischof setzte die Reformpolitik seines Vorgängers in Sachen Klerus und Klöster fort, wenn auch etwas gedämpfter. 1480 ließ er durch seinen Generalvikar Johannes Vogt eine Bestandsaufnahme der Lebens- und Dienstverhältnisse seines Klerus im Rahmen einer Visitationsreise vornehmen und protokollieren. Auch sollten zwei Neugründungen von Frauenklöstern, den Augustiner-Chorfrauen-Stiften Marienstein zwischen Eichstätt und Rebdorf und Marienburg bei der Abenberger Peterskapelle, seinem religiösen Reformwerk dienen. Ersteres entstand ab 1469, letzteres ab 1488 mittels Mariensteiner und Königshofener Chorfrauen. Letztere hatte der Bischof 1478 als regulierte Chorfrauen vom hl. Augustin bestätigt.
Als Bauherr ließ Wilhelm von Reichenau 1464 den Willibaldschor im Westen des Eichstätter Domes neu wölben und verlängerte 1471 den Chor um ein Joch mit dem berühmten Astwerkgewölbe; auch war er (noch als Dompropst) der Auftraggeber für die Einwölbung der Kapitelssakristei und des Mortuariums. An der Südseite des Domes gestaltete er „unter erheblichem Aufwand“ den sogenannten Alten Hof, die ehemalige bischöfliche Stadtresidenz, zum hochstiftischen Verwaltungsgebäude und fürstbischöflichen Gästehaus um. Unter ihm entstand ab 1472 die Eichstätter Pfarrkirche „Collegiata zu U. L. Frau“, die 1515 vollendet war und 1818 abgerissen wurde. Innerhalb der Diözese förderte er den Bau zahlreicher Kirchen und Profanbauten. Unter Bischof Wilhelm wurden bis 1483 die Kirche von Wasserzell sowie die Kirche von Grösdorf bei Kipfenberg gebaut. Für die Burganlage von Nassenfels besorgte er eine St. Wolfgang-Kapelle. Wahrscheinlich geht auch die Kirche von Ochsenfeld auf ihn zurück. Für die Kirche von Burggriesbach stiftete er einen  Altar.
1470 entstand in seinem Auftrag ein auf Pergament gemaltes Missale mit zum Teil blattgroßen Miniaturmalereien. 1486 erließ er ein „Edictum de celebratione missae“, ein Edikt darüber, wie der Klerus die Heilige Messe zu zelebrieren habe. „Zu Ehren der  unversehrten Jungfrau Maria“ und in Erinnerung an seine Verwandten, die Kanoniker Udalricus (Ulrich) und Heinricus (Heinrich) „de Reichenawe“, wurde in seinem Auftrag 1491 im Mortuarium das sogenannte Reichenau-Denkmal angebracht, eine größere Anlage, teils in Relief, teils in Vollplastik ausgeführt, auf dessen Sockel sich der Bischof selbst sowie die beiden Kanoniker hat abbilden lassen.
Als großer Marienverehrer führte er in seiner Diözese als weiteren Baustein seiner Reformen das Fest „Mariä Opferung“ ein und vermehrte den Domschatz um eine – seit 2002 im Kimbell Art Museum in Fort Worth befindliche – silberne Marienstatue. Im Pontifikale Gundekarianum ist er als betender Bischof vor einem Marienaltar abgebildet – eine in leuchtenden Farben im Auftrag seines Nachfolgers ausgeführte Miniatur schwäbischer Provenienz. 1492 ließ er durch den Kanoniker Bernhard Adelmann Reliquien des Eichstätter Bistumsgründers, des hl. Willibald, dem englischen König Heinrich VII. überbringen.
Auch die Erfindung des Buchdrucks nutzte Wilhelm für seine Reformen; so verschaffte er 1479 einem Buchdrucker das Bürgerrecht in seiner Residenzstadt Eichstätt. Bei ihm, Georg Reyser, ließ er ein Brevier, ein Rituale, Synodalstatuten und drei Ausgaben des „Missale Eystettense“ drucken und zu günstigen Preisen verbreiten. 1494 schloss die Druckerei, die zu den frühesten fränkischen Druckereien überhaupt gehörte. Hofrat und Sekretär war sein Studienkollege aus Padua, der große Rechtsgelehrte und Humanist Johannes Pirckheimer (* um 1440, seit 1466 in Eichstätt), Vater des 1470 in Eichstätt geborenen Willibald Pirckheimer, den der Fürstbischof während der rittermäßigen Ausbildung und dem Erlernen höfischer Sitte an seinem Hof in persönliche Obhut nahm.
Das Vorhaben des bayerischen Herzogs Ludwig IX. von Niederbayern, in Ingolstadt eine Landesuniversität zu gründen, fand sein Gefallen. Zur Unterstützung billigte er 1471 der Neugründung durch Vertrag mit dem Wittelsbacher die Güter und Einkünfte des Ingolstädter reformierten Minoritenklosters zu. Er wurde 1472 der erste Kanzler der Universität Ingolstadt und nahm an der feierlichen Eröffnung teil.

## Politisches und wirtschaftliches Wirken

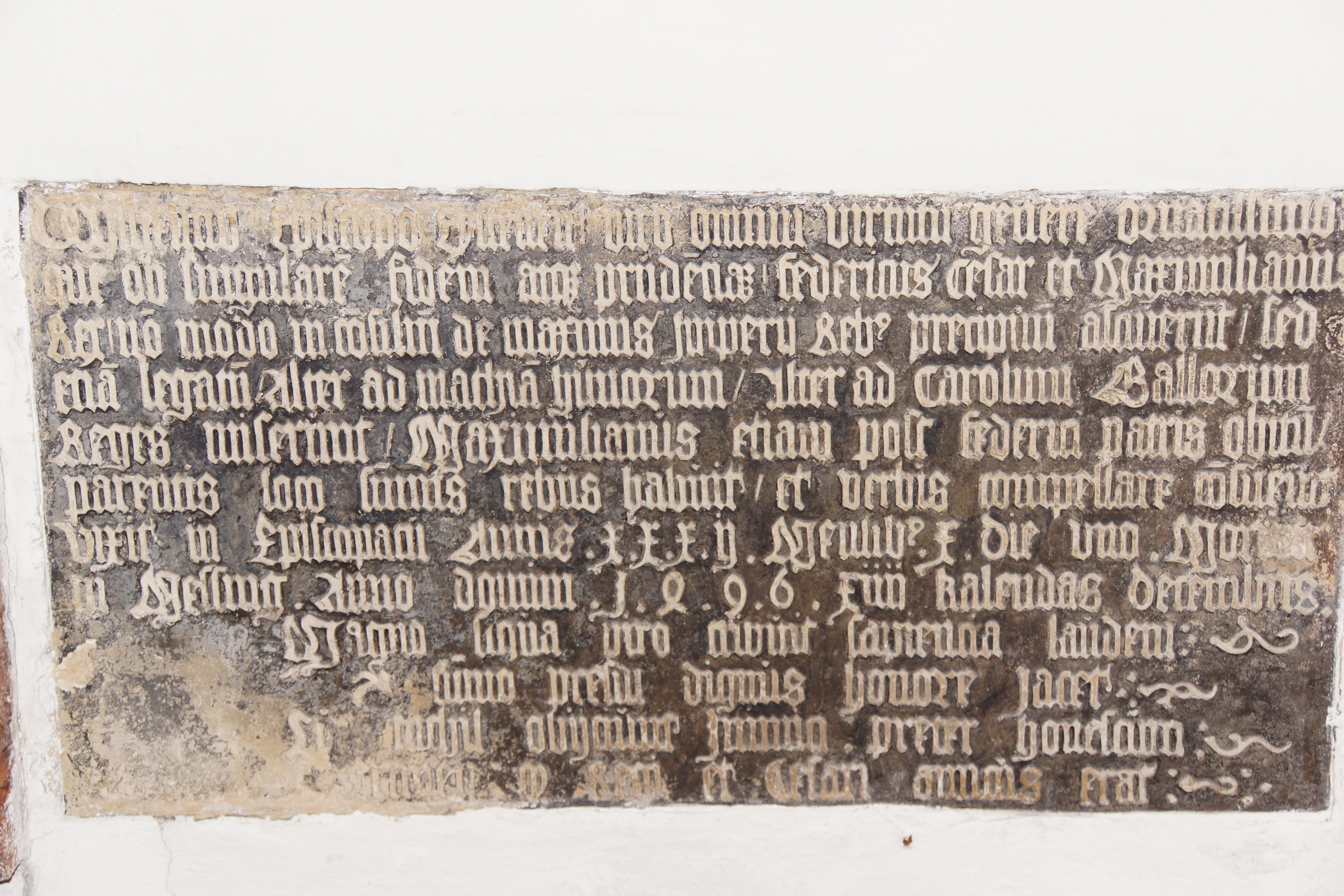
Grabtafel neben dessen Epitaph im Eichstätter Dom: WILHELMO EPISCOPO EYSTETTENSI ... QUEM FEDERICUS CESAR ET MAXIMILIANUS REX NON MODO IN CONSILIUM DE MAXIMIS IMPERII REBUS PRECIPUUM ASCIVERUNT, SED ETIAM LEGATUM, ALTER AD MATHIAM HUNORUM, ALTER AD CAROLUM GALLORUM REGES MISERUNT... (Ausschnitt)

Wilhelm von Reichenau vergrößerte das Hochstift grundherrlich durch den Erwerb von Arnsberg (1473/75), Unterstall, Schloss Hofstetten (1466), Raitenbuch, Mettendorf (1470), Stossenburg/Rundeck (1481)  und Schloss Pfünz (1475) und brachte damit den Ausbau des Hochstiftsterritoriums im Wesentlichen zum Abschluss. Gerichtsbarkeiten und Güter erwarb er in Obermässing (1465 aus der Hand des Deutschen Ordens) und Euerwang. Auch sicherte er sich Jagdrechte und ließ um 1490/92 die Hofmühle unterhalb der Willibaldsburg mit Kanalableitung von der Altmühl und Tafernen errichten. An Befestigungswerken im Hochstift wurden Reparaturen oder Verstärkungen oder Neuanlagen vorgenommen, z. B. in Ornbau, Herrieden, Greding (Doppeltore, Türme), Sandsee (1467), Beilngries, Dollnstein (Ummauerung und Türme, 1490/91), Nassenfels und Mörnsheim (1494) und auf der Willibaldsburg, wo unter ihm ein hoher Rundturm, der spätere „Dirlitzturm“, aufgerichtet wurde. Mit Handwerksordnungen stärkte er das Handwerk in seinem Herrschaftsgebiet und sorgte für die Ansiedelung neuer Gewerbe, z. B. in Eichstätt die Goldstickerei, wozu er 1482 den Goldschläger Ludwig von Venedig kommen ließ, und die Seidenweberei. Am Schloss Arberg entstand auf sein Betreiben hin eine Baumschule, um den Baumbestand im Hochstift zu verbessern. Pleinfeld verlieh er 1483/86 das Markt- und Beilngries 1485 das Stadtrecht.

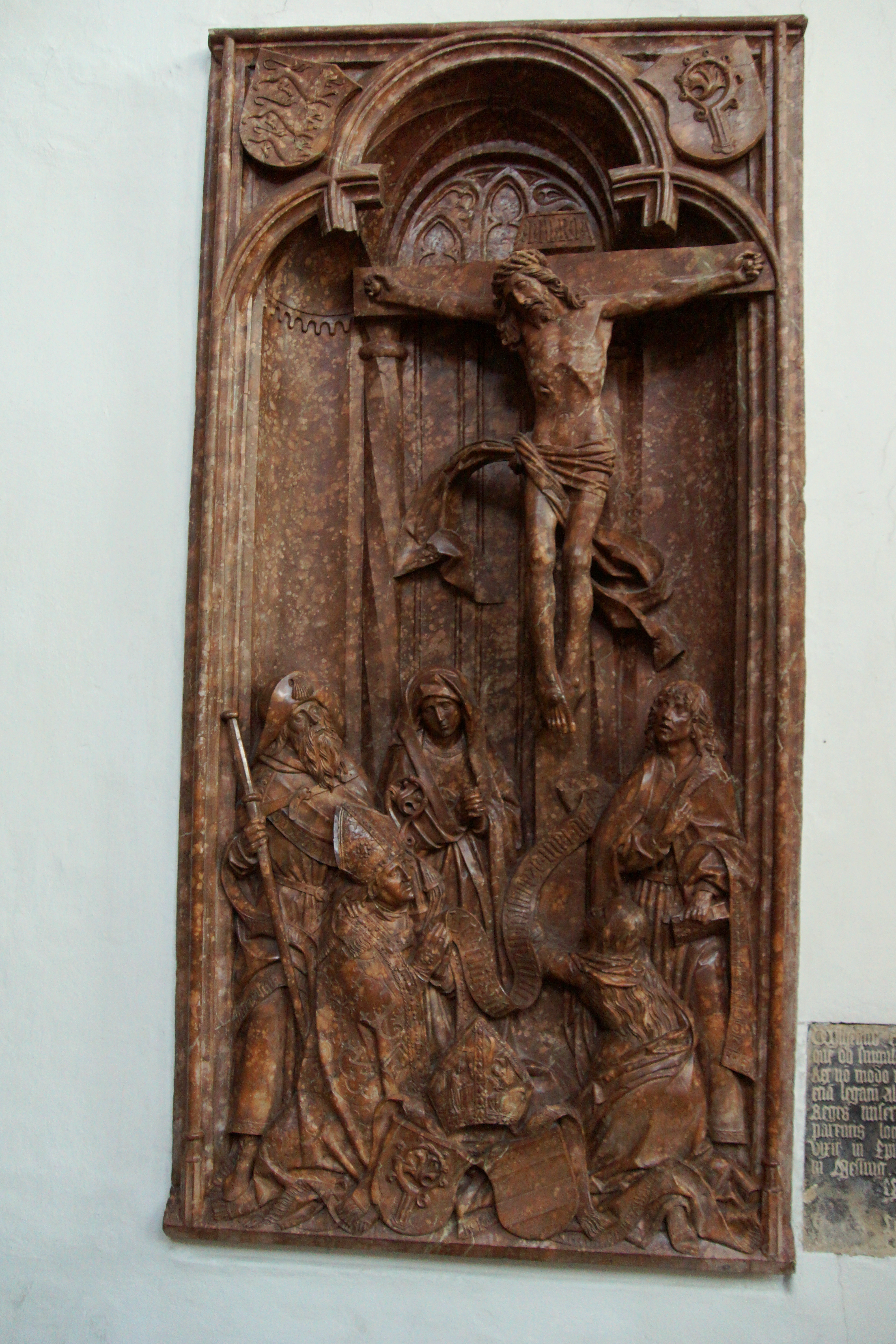
Epitaph für Wilhelm von Reichenau im Eichstätter Dom

Wilhelm setzte die Tradition der Eichstätter Fürstbischöfe, den Habsburgern zu Diensten zu sein, erfolgreich fort. 1487 traute er die Tochter Kaiser Friedrichs III. Kunigunde und Herzog Albrecht IV. in der Innsbrucker Schlosskapelle. Sowohl Kaiser Friedrich III. als auch König Maximilian I. nahmen sein Verhandlungsgeschick in Anspruch. So war Wilhelm von Reichenau des Öfteren in diplomatischen Missionen unterwegs, so nach Ungarn und Frankreich, dort zu den Friedensverhandlungen von Senlis 1493, wo Burgund zwischen Maximilian und dem französischen König aufgeteilt wurde. Zwei Jahre später nahm er am Wormser Reformreichstag teil. Ebenfalls 1495 fungierte er als Vermittler bei der Schuldverschreibung des Königs und seines Sohnes, Erzherzog Philipp, an Herzog Albrecht von Sachsen. Maximilian bestätigte seinerseits dem Eichstätter Hochstift alle früheren königlichen und kaiserlichen Freiheiten sowie alle Rechte und Privilegien.

## Lebensende
Wilhelm von Reichenau starb 70-jährig im 32. Jahr seines Wirkens im Jagdschloss Obermässing auf dem Hofberg, wo er mit seinem Hofmeister Heinrich von Schaumberg und seinem Kanzler Wilbolt Fischl weilte. Er wurde nach der Wahl seines Nachfolgers (5. Dezember 1496) am 19. Dezember im Eichstätter Dom beigesetzt, wo ein kunstgeschichtlich wertvolles Epitaph aus rotem Marmor im Willibaldschor an ihn erinnert, eine der reifsten Arbeiten des Augsburger Meisters Hans Peuerlin (auch: Beierlein, Peuerlein). Die Grabinschrift hatte Willibald Pirckheimer verfasst; die eigene (Begräbnis-)Kapelle am Willibaldschor, die er sich mit seinem letzten Willen wünschte, wurde nicht errichtet. Wilhelms Hofkleider wurden nach altem Herkommen von seinem Nachfolger an diverse Hofbeamte verteilt.

## Wappen

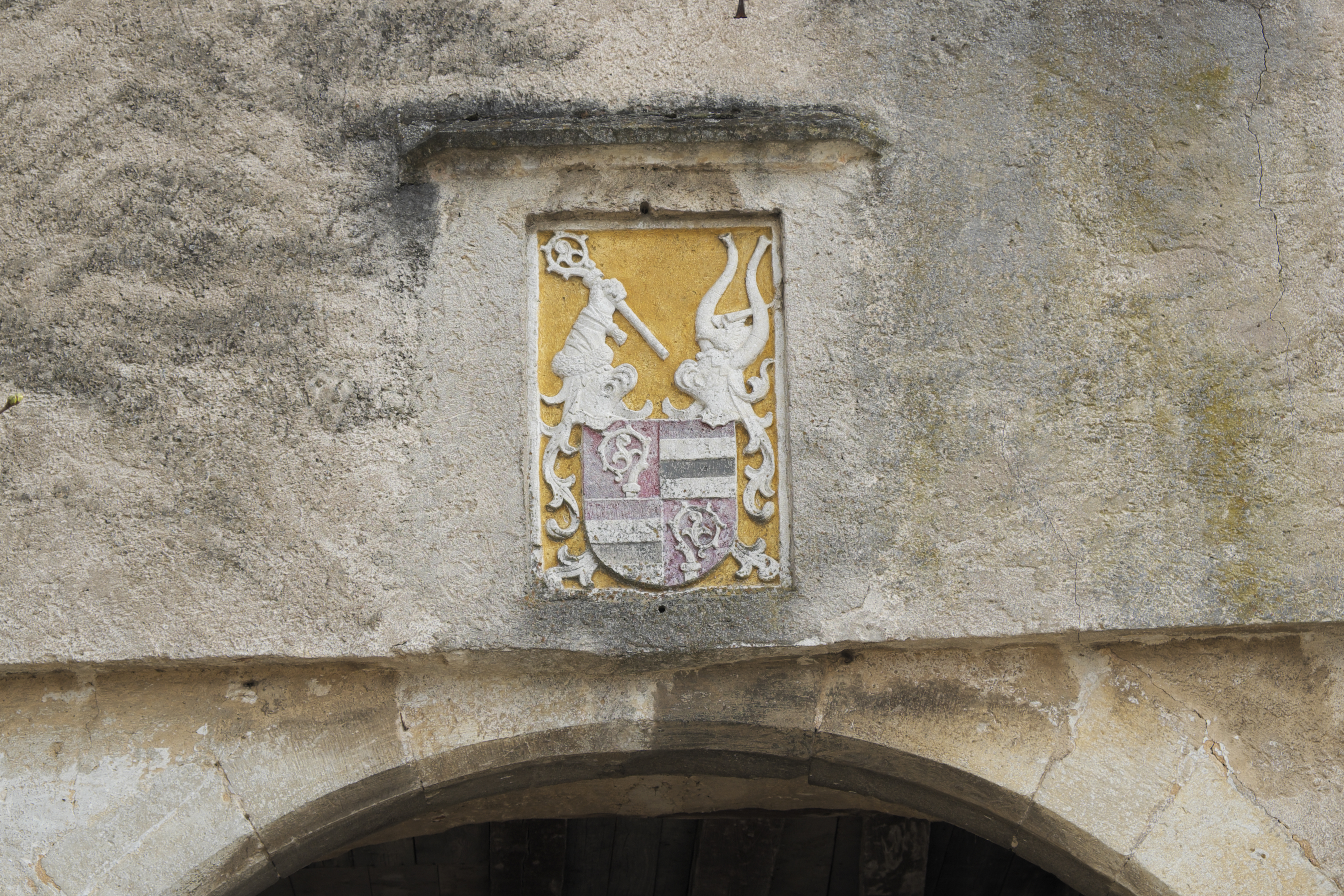
Wappen Wilhelms von Reichenau am Stadttor in Dollnstein im Landkreis Eichstätt (Oberbayern)

Das Wappen des Bischofs hat sich im Hochstift an vielen derjenigen Orte erhalten, an denen es unter dem Fürstbischof zu Bauaktivitäten gekommen ist. Das im Innern des Gemmingenbaus der Willibaldsburg erhaltene Wappen von 1495 zeigt Feld 1 und 4 geteilt von Rot, Silber, Schwarz und Silber, im Feld 2 und 3 einen silbernen Bischofsstab auf rotem Feld, über dem Schild zwei Helme mit Zier, der rechte mit zwei Hörnern in Schildfarben, der linke mit Hand, die einen von rechts oben nach links unten gerichteten Bischofsstab hält.